# Kabinett Queuille III

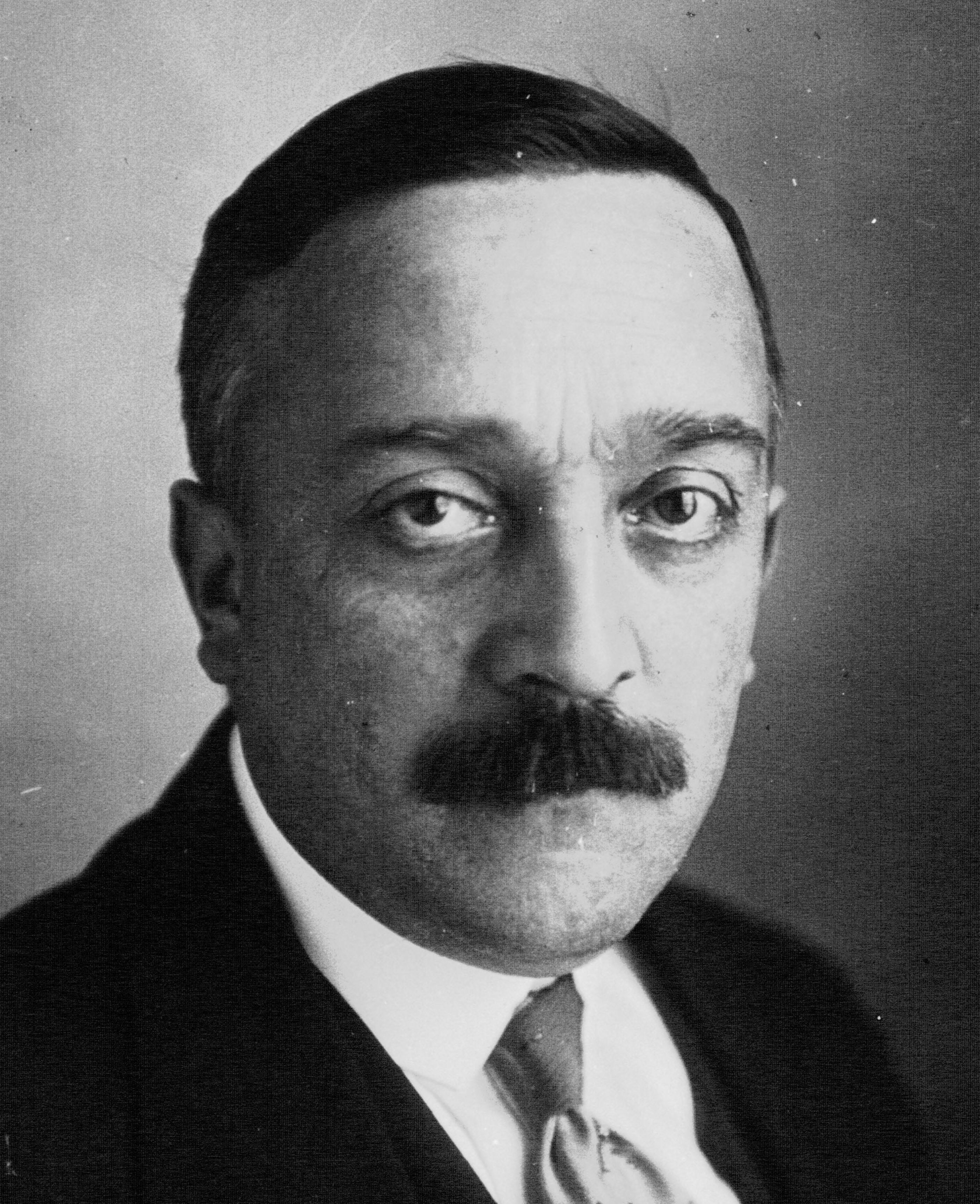
Henri Queuille war 1951 Premierminister

Das dritte Kabinett Queille wurde in Frankreich am 10. März 1951 von Premierminister Henri Queuille während der Amtszeit von Staatspräsident Vincent Auriol gebildet und löste das Kabinett Pleven I ab. Am 11. August 1951 wurde das Kabinett vom Kabinett Pleven II abgelöst. Dem Kabinett gehörten Vertreter von Parti républicain, radical et radical-socialiste (PRS), Mouvement républicain populaire (MRP), Union démocratique et socialiste de la Résistance (UDSR), Section française de l’Internationale ouvrière (SFIO),  und Centre national des indépendants et paysans (CNIP) an.

## Minister
Dem Kabinett gehörten folgende Minister an:
| Amt                                                              | Name                  | Beginn der Amtszeit | Ende der Amtszeit |
| ---------------------------------------------------------------- | --------------------- | ------------------- | ----------------- |
| Premierminister                                                  | Henri Queuille        | 10. März 1951       | 11. August 1951   |
| Vize-Premierminister                                             | Georges Bidault       | 10. März 1951       | 11. August 1951   |
| Vize-Premierminister                                             | René Pleven           | 10. März 1951       | 11. August 1951   |
| Vize-Premierminister, Minister für den Europarat                 | Guy Mollet            | 10. März 1951       | 11. August 1951   |
| Staatsminister, Minister für Beziehungen zu assoziierten Staaten | Jean Letourneau       | 10. März 1951       | 11. August 1951   |
| Siegelbewahrer, Justizminister                                   | René Mayer            | 10. März 1951       | 11. August 1951   |
| Außenminister                                                    | Robert Schuman        | 10. März 1951       | 11. August 1951   |
| Innenminister                                                    | Henri Queuille        | 10. März 1951       | 11. August 1951   |
| Minister für nationale Verteidigung                              | Jules Moch            | 10. März 1951       | 11. August 1951   |
| Minister für Finanzen und Wirtschaft                             | Maurice Petsche       | 10. März 1951       | 11. August 1951   |
| Haushaltsminister                                                | Edgar Faure           | 10. März 1951       | 11. August 1951   |
| Minister für nationale Bildung                                   | Pierre-Olivier Lapie  | 10. März 1951       | 11. August 1951   |
| Minister für öffentliche Arbeiten, Verkehr und Tourismus         | Antoine Pinay         | 10. März 1951       | 11. August 1951   |
| Minister für Industrie und Handel                                | Jean-Marie Louvel     | 10. März 1951       | 11. August 1951   |
| Landwirtschaftsminister                                          | Pierre Pflimlin       | 10. März 1951       | 11. August 1951   |
| Minister für die Überseegebiete                                  | François Mitterrand   | 10. März 1951       | 11. August 1951   |
| Minister für Arbeit und soziale Sicherheit                       | Paul Bacon            | 10. März 1951       | 11. August 1951   |
| Minister für Wiederaufbau und Stadtplanung                       | Eugène Claudius-Petit | 10. März 1951       | 11. August 1951   |
| Minister für Veteranen und Kriegsopfer                           | Louis Jacquinot       | 10. März 1951       | 11. August 1951   |
| Minister für öffentliche Gesundheit und Bevölkerung              | Pierre Schneiter      | 10. März 1951       | 11. August 1951   |
| Minister für Post, Telefonie und Telegrafie                      | Charles Brune         | 10. März 1951       | 11. August 1951   |
| Minister für die Handelsmarine                                   | Gaston Defferre       | 10. März 1951       | 11. August 1951   |
| Informationsminister                                             | Albert Gazier         | 10. März 1951       | 11. August 1951   |